# The Lillingtons
The Lillingtons is een Amerikaanse poppunkband die afkomstig is uit Newcastle, Wyoming en is opgericht in 1995. De muziekstijl van de band wordt sterk beïnvloed door het werk van de punkrockband Ramones. The Lillingtons heeft tot op heden zes studioalbums laten uitgeven.

## Geschiedenis
De oorspronkelijke formatie bestond uit Kody Templeman, Zack Rawhauser, Cory Laurence, en Tim "Timmy V" O'Hara. Dit viertal nam samen het nummer "I Lost My Marbles" op, dat met drie andere nummers werd uitgegeven als een ep in 1996 door Clearview Records. De ep werd geproduceerd door Joe King van The Queers. De titeltrack verscheen samen met het nummer "The Day I Went Away", van dezelfde ep, op het compilatiealbum More Bounce to the Ounce van Lookout! Records. Hierna verliet Zack de band.
Het debuutalbum, getiteld Shit Out of Luck, werd uitgegeven via Clearview Records in 1996. In 1999 ging The Lillingtons terug de studio in om samen met producer Mass Giorgini een nieuw studioalbum op te nemen, wat gedaan werd met geld van de band zelf, zonder de hulp van een platenlabel. Het resultaat was Death by Television, dat werd uitgegeven op 30 maart 1999 door Red Scare Industries en Panic Button Records. Het buitenaardse en sci-fi zijn de voornaamste thema's van het album. Het platenlabel Fat Wreck Chords bood aan het album uit te geven, maar de band had al een contract getekend bij Panic Button Records, een sublabel van Lookout! Records. Tim verliet de band na de uitgave van Death by Television en werd vervangen door drummer Scott Holubec.
De band besteedde de daaropvolgende twee jaar aan het spelen van shows en tours in de Amerikaanse punkscene. Samen met Giorgini nam de band het studioalbum The Backchannel Broadcast op, wat het laatste studioalbum dat via Panic Button Records werd uitgegeven zou zijn. Het album werd uitgegeven in februari 2001.
Red Scare Industries liet de studioalbums Death by Television en Backchannel Broadcast heruitgeven in 2005. De band was enkele jaren opgeheven totdat alle oorspronkelijke leden van The Lillingtons bij elkaar kwamen om het studioalbum The Too Late Show opnamen in 2006. Er waren verder geen plannen om samen shows te spelen.
The Lillingtons werd weer heropgericht in 2013 om op het Riot Fest te spelen. In 2014 speelde de band enkele shows in het noordoosten van de Verenigde Staten. In november 2015 ging de band als supportband met The Queers mee op tour voor enkele shows. In januari 2017 werd bekendgemaakt dat de band bezig was met het werken aan een nieuw studioalbum. Op 13 april werd bekendgemaakt dat een ep getiteld Project 313 zou worden uitgegeven via Red Scare Industries op 9 juni. Op 20 juni maakte de band zelf bekend dat het album was voltooid en dat het zou worden uitgegeven via Fat Wreck Chords in 2017. Het album, getiteld Stella Sapiente, werd uitgegeven op 13 oktober 2017.

## Huidige leden
- Cory Laurence - basgitaar
- Tim O'Hara - drums
- Alex Volonino - gitaar
- Kody Templeman - zang, gitaar

## Discografie
Studioalbums
- Shit Out of Luck (1996)
- Idiot Word Search (splitalbum met Nothing Cool, 1997)
- Death by Television (1999)
- The Backchannel Broadcast (2001)
- The Too Late Show (2006)
- Stella Sapiente (2017)

Ep's
- I Lost My Marbles (1996)
- Lillington High (1996)
- Project 313 (2017)